# Уерта Рохо де Енмедио (Кваутемок)
Уерта Рохо де Енмедио (шп. Huerta Rojo de Enmedio) насеље је у Мексику у савезној држави Чивава у општини Кваутемок. Насеље се налази на надморској висини од 2054 м.

## Становништво
Према подацима из 2010. године у насељу је живело 6 становника.

### Хронологија
| Година       | 2000 | 2005       | 2010 |
| ------------ | ---- | ---------- | ---- |
| Становништво | 3    | 14 (6 / 8) | 6    |

### Попис
| # | Индикатор                     | Вредност |
| - | ----------------------------- | -------- |
| 1 | Укупно домаћинстава           | 2        |
| 2 | Укупно насељених домаћинстава | 2        |
| 3 | Величина локације             | 1        |